# Henry Laurence Gantt
Pour les articles homonymes, voir Gantt.
Henry Laurence Gantt, (1861-1919), est un ingénieur en mécanique et consultant en management. Il est surtout connu pour avoir mis au point en 1910 le diagramme qui porte son nom, très utilisé en gestion de projets.
Ces diagrammes de Gantt ont été utilisés sur des projets majeurs, comme le barrage Hoover ou le système d'autoroutes inter-états aux États-Unis, et continuent d'être un outil important dans la gestion de projet.

## Biographie
Gantt est né dans le comté de Calvert, au Maryland. Il est diplômé de l'École McDonogh en 1878 et étudia ensuite à l'Institut de technologie Stevens dans le New Jersey.
Il travaille comme enseignant et dessinateur avant de devenir un ingénieur en mécanique. En 1887, il rejoint Frederick W. Taylor dans l'application des principes de gestion scientifique à leur travail à Midvale Steel et Bethlehem Steel - il travaillera avec Taylor jusqu'en 1893. Dans sa carrière plus tard comme consultant en management - à la suite de l'invention du diagramme de Gantt - il a aussi conçu le système de paiement des salaires "tâche et bonus" et des méthodes de mesure de l'efficacité et de la productivité des travailleurs.
En 1916, influencé par Thorstein Veblen, il met en place la Nouvelle Machine (New Machine), une association qui cherchait à appliquer les critères d'efficacité industrielle au processus politique. 
L'American Society of Mechanical Engineers (ASME) décerne une médaille annuelle en l'honneur d'Henry Laurence Gantt.

## Diagrammes de Gantt
Article détaillé: Diagramme de Gantt
L'héritage de Henry Gantt pour la gestion de production est le suivant :
- Le diagramme de Gantt[3]
Encore considéré aujourd'hui comme un outil de gestion important, il fournit un calendrier graphique pour la planification et le contrôle des travaux, et l'enregistrement de la progression des étapes d'un projet. Ce diagramme a une variation moderne, le PERT (Program or Project Evaluation and Review Technique).
- L'efficacité industrielle
Elle ne peut être produite que par l'application de l'analyse scientifique à tous les aspects du travail en cours. Le rôle de gestion industrielle est d'améliorer le système en éliminant les accidents.
- Le système de Travail et Bonus
Il lie la prime versée aux managers à la façon dont ils enseignent à leurs employés comment améliorer les performances.
- La responsabilité sociale des entreprises
Il croit que les entreprises ont des obligations quant au bien-être de la société dans laquelle ils opèrent.

Gantt a créé de nombreux types de graphiques. Il a conçu ses diagrammes afin que les contremaîtres et autres superviseurs puissent rapidement savoir si la production respecte le planning, est en avance ou en retard. Les logiciels modernes de gestion de projet incluent cette fonction critique, même maintenant.

Une nouvelle méthode d'affichage des interdépendances entre les processus pour accroître la visibilité des plannings de production a été inventé en 1896 par Karol Adamiecki, semblable à celle définie par Gantt en 1903. Toutefois, Adamiecki publie ses travaux en polonais, langue peu connue en Occident. De ce fait, Gantt a été en mesure de populariser sa méthode, développée autour de l'année 1910-1915. Avec des modifications mineures, ce qui provient de l'organigramme Adamiecki est maintenant plus communément appelé le diagramme de Gantt.

## Publications
Gantt a publié plusieurs articles et livres, parmi lesquels :
- 1916. Work, Wages, and Profits, second edition, Engineering Magazine Co., New York.
- 1919. Organizing for Work, Harcourt, Brace, and Howe, New York.